# فانيا
فانيا (14 أبريل 1989 في الهند - ) هو لاعب كرة قدم هندي في مركز الظهير. شارك مع منتخب الهند لكرة القدم. أما مع النوادي، فقد لعب مع مومباي سيتي ونادي بنغالورو ونادي جاجاتجيت للقطن والمنسوجات ‏ وShillong Lajong FC ‏.

## روابط خارجية
- فانيا على موقع قاعدة بيانات كرة القدم.إي يو (الإنجليزية)
- فانيا على موقع ناشيونال فوتبول تيمز (الإنجليزية)
- فانيا على موقع Soccerway.com (الإنجليزية)